# A104高速公路
A104高速公路是法国的一条高速公路，全长24千米，于1980年建成通车。A104始于戈内斯，终于Collégien，与A1、A4高速相连。A104主要经过Aulnay-sous-Bois
Chelles等城镇，是Francilienne公路的一部分。